# Sugia
Sugia là một chi bướm đêm thuộc họ Noctuidae.